# NGC 6743
NGC 6743 – grupa gwiazd znajdująca się w gwiazdozbiorze Lutni, prawdopodobnie gromada otwarta. Odkrył ją John Herschel 6 lipca 1828 roku. Znajduje się w odległości ok. 3624 lat świetlnych od Słońca oraz 26,1 tys. lat świetlnych od centrum Galaktyki.